# Eleições parlamentares europeias de 1987 no distrito de Coimbra
| Eleições parlamentares europeias de 1987 Distritos: Aveiro \| Beja \| Braga \| Bragança \| Castelo Branco \| Coimbra \| Évora \| Faro \| Guarda \| Leiria \| Lisboa \| Portalegre \| Porto \| Santarém \| Setúbal \| Viana do Castelo \| Vila Real \| Viseu \| Açores \| Madeira \| Estrangeiro |

## Resultados por concelho
Os resultados nos concelhos do Distrito de Coimbra foram os seguintes:

### Arganil
| Partido                 | Partido                        | Votos  | %               |
| ----------------------- | ------------------------------ | ------ | --------------- |
|                         | Partido Social Democrata       | 4 766  | 52,93 / 100,00  |
|                         | Partido Socialista             | 2 215  | 24,60 / 100,00  |
|                         | Centro Democrático Social      | 945    | 10,50 / 100,00  |
|                         | Coligação Democrática Unitária | 179    | 1,99 / 100,00   |
|                         | Partido da Democracia Cristã   | 152    | 1,69 / 100,00   |
|                         | Partido Renovador Democrático  | 151    | 1,68 / 100,00   |
|                         | Partido Popular Monárquico     | 105    | 1,17 / 100,00   |
|                         | União Democrática Popular      | 104    | 1,16 / 100,00   |
|                         | Outros (com menos de 1,00%)    | 102    | 1,13 / 100,00   |
| Votos Inválidos         | Votos Inválidos                | 285    | 3,17 / 100,00   |
| Total                   | Total                          | 9 004  | 100,00 / 100,00 |
| Eleitorado/Participação | Eleitorado/Participação        | 12 257 | 73,46 / 100,00  |

### Cantanhede
| Partido                 | Partido                        | Votos  | %               |
| ----------------------- | ------------------------------ | ------ | --------------- |
|                         | Partido Social Democrata       | 9 639  | 47,56 / 100,00  |
|                         | Centro Democrático Social      | 4 459  | 22,00 / 100,00  |
|                         | Partido Socialista             | 4 048  | 19,97 / 100,00  |
|                         | Coligação Democrática Unitária | 390    | 1,92 / 100,00   |
|                         | Partido da Democracia Cristã   | 318    | 1,57 / 100,00   |
|                         | Partido Popular Monárquico     | 287    | 1,42 / 100,00   |
|                         | Outros (com menos de 1,00%)    | 485    | 2,40 / 100,00   |
| Votos Inválidos         | Votos Inválidos                | 643    | 3,17 / 100,00   |
| Total                   | Total                          | 20 269 | 100,00 / 100,00 |
| Eleitorado/Participação | Eleitorado/Participação        | 30 756 | 65,90 / 100,00  |

### Coimbra
| Partido                 | Partido                        | Votos   | %               |
| ----------------------- | ------------------------------ | ------- | --------------- |
|                         | Partido Socialista             | 24 469  | 30,30 / 100,00  |
|                         | Partido Social Democrata       | 23 734  | 29,39 / 100,00  |
|                         | Centro Democrático Social      | 12 714  | 15,75 / 100,00  |
|                         | Coligação Democrática Unitária | 8 559   | 10,60 / 100,00  |
|                         | Partido Popular Monárquico     | 3 773   | 4,67 / 100,00   |
|                         | Partido Renovador Democrático  | 2 997   | 3,71 / 100,00   |
|                         | Outros (com menos de 1,00%)    | 2 490   | 3,08 / 100,00   |
| Votos Inválidos         | Votos Inválidos                | 2 010   | 2,49 / 100,00   |
| Total                   | Total                          | 80 746  | 100,00 / 100,00 |
| Eleitorado/Participação | Eleitorado/Participação        | 110 730 | 72,92 / 100,00  |

### Condeixa-a-Nova
| Partido                 | Partido                        | Votos  | %               |
| ----------------------- | ------------------------------ | ------ | --------------- |
|                         | Partido Social Democrata       | 2 879  | 39,17 / 100,00  |
|                         | Partido Socialista             | 2 419  | 32,91 / 100,00  |
|                         | Coligação Democrática Unitária | 597    | 8,12 / 100,00   |
|                         | Centro Democrático Social      | 562    | 7,65 / 100,00   |
|                         | Partido Renovador Democrático  | 242    | 3,29 / 100,00   |
|                         | Partido Popular Monárquico     | 118    | 1,61 / 100,00   |
|                         | Partido da Democracia Cristã   | 108    | 1,47 / 100,00   |
|                         | Outros (com menos de 1,00%)    | 192    | 2,63 / 100,00   |
| Votos Inválidos         | Votos Inválidos                | 233    | 3,17 / 100,00   |
| Total                   | Total                          | 7 350  | 100,00 / 100,00 |
| Eleitorado/Participação | Eleitorado/Participação        | 10 274 | 71,54 / 100,00  |

### Figueira da Foz
| Partido                 | Partido                        | Votos  | %               |
| ----------------------- | ------------------------------ | ------ | --------------- |
|                         | Partido Social Democrata       | 10 965 | 32,94 / 100,00  |
|                         | Partido Socialista             | 9 888  | 29,70 / 100,00  |
|                         | Centro Democrático Social      | 4 586  | 13,78 / 100,00  |
|                         | Coligação Democrática Unitária | 2 732  | 8,21 / 100,00   |
|                         | Partido Renovador Democrático  | 1 764  | 5,30 / 100,00   |
|                         | Partido Popular Monárquico     | 752    | 2,26 / 100,00   |
|                         | Partido da Democracia Cristã   | 376    | 1,13 / 100,00   |
|                         | União Democrática Popular      | 360    | 1,08 / 100,00   |
|                         | Outros (com menos de 1,00%)    | 659    | 1,98 / 100,00   |
| Votos Inválidos         | Votos Inválidos                | 1 206  | 3,62 / 100,00   |
| Total                   | Total                          | 33 288 | 100,00 / 100,00 |
| Eleitorado/Participação | Eleitorado/Participação        | 49 819 | 66,82 / 100,00  |

### Góis
| Partido                 | Partido                        | Votos | %               |
| ----------------------- | ------------------------------ | ----- | --------------- |
|                         | Partido Social Democrata       | 1 588 | 45,50 / 100,00  |
|                         | Partido Socialista             | 1 120 | 32,09 / 100,00  |
|                         | Centro Democrático Social      | 346   | 9,91 / 100,00   |
|                         | Coligação Democrática Unitária | 75    | 2,15 / 100,00   |
|                         | Partido da Democracia Cristã   | 70    | 2,01 / 100,00   |
|                         | União Democrática Popular      | 42    | 1,20 / 100,00   |
|                         | Partido Renovador Democrático  | 36    | 1,03 / 100,00   |
|                         | Partido Popular Monárquico     | 35    | 1,00 / 100,00   |
|                         | Outros (com menos de 1,00%)    | 36    | 1,04 / 100,00   |
| Votos Inválidos         | Votos Inválidos                | 142   | 4,07 / 100,00   |
| Total                   | Total                          | 3 490 | 100,00 / 100,00 |
| Eleitorado/Participação | Eleitorado/Participação        | 5 065 | 68,90 / 100,00  |

### Lousã
| Partido                 | Partido                        | Votos  | %               |
| ----------------------- | ------------------------------ | ------ | --------------- |
|                         | Partido Social Democrata       | 2 979  | 38,33 / 100,00  |
|                         | Partido Socialista             | 2 806  | 36,11 / 100,00  |
|                         | Centro Democrático Social      | 815    | 10,49 / 100,00  |
|                         | Coligação Democrática Unitária | 288    | 3,71 / 100,00   |
|                         | Partido Renovador Democrático  | 163    | 2,10 / 100,00   |
|                         | Partido da Democracia Cristã   | 101    | 1,30 / 100,00   |
|                         | Partido Popular Monárquico     | 96     | 1,24 / 100,00   |
|                         | União Democrática Popular      | 81     | 1,04 / 100,00   |
|                         | Outros (com menos de 1,00%)    | 118    | 1,52 / 100,00   |
| Votos Inválidos         | Votos Inválidos                | 324    | 4,17 / 100,00   |
| Total                   | Total                          | 7 771  | 100,00 / 100,00 |
| Eleitorado/Participação | Eleitorado/Participação        | 10 552 | 73,64 / 100,00  |

### Mira
| Partido                 | Partido                        | Votos  | %               |
| ----------------------- | ------------------------------ | ------ | --------------- |
|                         | Partido Social Democrata       | 3 399  | 48,43 / 100,00  |
|                         | Partido Socialista             | 1 895  | 27,00 / 100,00  |
|                         | Centro Democrático Social      | 1 002  | 14,28 / 100,00  |
|                         | Partido Popular Monárquico     | 139    | 1,98 / 100,00   |
|                         | Coligação Democrática Unitária | 129    | 1,84 / 100,00   |
|                         | Partido da Democracia Cristã   | 94     | 1,34 / 100,00   |
|                         | Partido Renovador Democrático  | 72     | 1,03 / 100,00   |
|                         | Outros (com menos de 1,00%)    | 100    | 1,43 / 100,00   |
| Votos Inválidos         | Votos Inválidos                | 189    | 2,69 / 100,00   |
| Total                   | Total                          | 7 019  | 100,00 / 100,00 |
| Eleitorado/Participação | Eleitorado/Participação        | 10 452 | 67,15 / 100,00  |

### Miranda do Corvo
| Partido                 | Partido                        | Votos | %               |
| ----------------------- | ------------------------------ | ----- | --------------- |
|                         | Partido Social Democrata       | 2 849 | 43,16 / 100,00  |
|                         | Partido Socialista             | 2 123 | 32,16 / 100,00  |
|                         | Centro Democrático Social      | 635   | 9,62 / 100,00   |
|                         | Coligação Democrática Unitária | 233   | 3,53 / 100,00   |
|                         | Partido Renovador Democrático  | 184   | 2,79 / 100,00   |
|                         | Partido da Democracia Cristã   | 110   | 1,67 / 100,00   |
|                         | União Democrática Popular      | 77    | 1,17 / 100,00   |
|                         | Outros (com menos de 1,00%)    | 147   | 2,23 / 100,00   |
| Votos Inválidos         | Votos Inválidos                | 243   | 3,68 / 100,00   |
| Total                   | Total                          | 6 601 | 100,00 / 100,00 |
| Eleitorado/Participação | Eleitorado/Participação        | 9 622 | 68,60 / 100,00  |

### Montemor-o-Velho
| Partido                 | Partido                        | Votos  | %               |
| ----------------------- | ------------------------------ | ------ | --------------- |
|                         | Partido Social Democrata       | 4 577  | 34,00 / 100,00  |
|                         | Partido Socialista             | 4 316  | 32,06 / 100,00  |
|                         | Centro Democrático Social      | 1 680  | 12,48 / 100,00  |
|                         | Coligação Democrática Unitária | 984    | 7,31 / 100,00   |
|                         | Partido Renovador Democrático  | 495    | 3,68 / 100,00   |
|                         | Partido da Democracia Cristã   | 214    | 1,59 / 100,00   |
|                         | Partido Popular Monárquico     | 183    | 1,36 / 100,00   |
|                         | União Democrática Popular      | 142    | 1,05 / 100,00   |
|                         | Outros (com menos de 1,00%)    | 254    | 1,89 / 100,00   |
| Votos Inválidos         | Votos Inválidos                | 616    | 4,58 / 100,00   |
| Total                   | Total                          | 13 461 | 100,00 / 100,00 |
| Eleitorado/Participação | Eleitorado/Participação        | 21 655 | 62,16 / 100,00  |

### Oliveira do Hospital
| Partido                 | Partido                        | Votos  | %               |
| ----------------------- | ------------------------------ | ------ | --------------- |
|                         | Partido Social Democrata       | 6 688  | 49,60 / 100,00  |
|                         | Partido Socialista             | 3 168  | 23,49 / 100,00  |
|                         | Centro Democrático Social      | 2 110  | 15,65 / 100,00  |
|                         | Partido da Democracia Cristã   | 221    | 1,64 / 100,00   |
|                         | Partido Renovador Democrático  | 205    | 1,52 / 100,00   |
|                         | Coligação Democrática Unitária | 192    | 1,42 / 100,00   |
|                         | Partido Popular Monárquico     | 163    | 1,21 / 100,00   |
|                         | União Democrática Popular      | 160    | 1,19 / 100,00   |
|                         | Outros (com menos de 1,00%)    | 155    | 1,15 / 100,00   |
| Votos Inválidos         | Votos Inválidos                | 423    | 3,14 / 100,00   |
| Total                   | Total                          | 13 485 | 100,00 / 100,00 |
| Eleitorado/Participação | Eleitorado/Participação        | 18 459 | 73,05 / 100,00  |

### Pampilhosa da Serra
| Partido                 | Partido                        | Votos | %               |
| ----------------------- | ------------------------------ | ----- | --------------- |
|                         | Partido Social Democrata       | 2 400 | 58,68 / 100,00  |
|                         | Partido Socialista             | 721   | 17,63 / 100,00  |
|                         | Centro Democrático Social      | 420   | 10,27 / 100,00  |
|                         | Coligação Democrática Unitária | 103   | 2,52 / 100,00   |
|                         | Partido da Democracia Cristã   | 97    | 2,37 / 100,00   |
|                         | Partido Renovador Democrático  | 55    | 1,34 / 100,00   |
|                         | Partido Popular Monárquico     | 48    | 1,17 / 100,00   |
|                         | União Democrática Popular      | 44    | 1,08 / 100,00   |
|                         | Outros (com menos de 1,00%)    | 52    | 1,27 / 100,00   |
| Votos Inválidos         | Votos Inválidos                | 150   | 3,67 / 100,00   |
| Total                   | Total                          | 4 090 | 100,00 / 100,00 |
| Eleitorado/Participação | Eleitorado/Participação        | 6 039 | 67,73 / 100,00  |

### Penacova
| Partido                 | Partido                        | Votos  | %               |
| ----------------------- | ------------------------------ | ------ | --------------- |
|                         | Partido Social Democrata       | 4 739  | 50,60 / 100,00  |
|                         | Partido Socialista             | 2 426  | 25,90 / 100,00  |
|                         | Centro Democrático Social      | 1 046  | 11,17 / 100,00  |
|                         | Coligação Democrática Unitária | 346    | 3,69 / 100,00   |
|                         | Partido da Democracia Cristã   | 117    | 1,25 / 100,00   |
|                         | União Democrática Popular      | 106    | 1,13 / 100,00   |
|                         | Outros (com menos de 1,00%)    | 278    | 2,97 / 100,00   |
| Votos Inválidos         | Votos Inválidos                | 308    | 3,29 / 100,00   |
| Total                   | Total                          | 9 366  | 100,00 / 100,00 |
| Eleitorado/Participação | Eleitorado/Participação        | 13 263 | 70,62 / 100,00  |

### Penela
| Partido                 | Partido                        | Votos | %               |
| ----------------------- | ------------------------------ | ----- | --------------- |
|                         | Partido Social Democrata       | 2 540 | 59,22 / 100,00  |
|                         | Partido Socialista             | 1 002 | 23,36 / 100,00  |
|                         | Centro Democrático Social      | 270   | 6,30 / 100,00   |
|                         | Coligação Democrática Unitária | 76    | 1,77 / 100,00   |
|                         | Partido da Democracia Cristã   | 65    | 1,52 / 100,00   |
|                         | Partido Renovador Democrático  | 58    | 1,35 / 100,00   |
|                         | Partido Popular Monárquico     | 47    | 1,10 / 100,00   |
|                         | Outros (com menos de 1,00%)    | 80    | 1,87 / 100,00   |
| Votos Inválidos         | Votos Inválidos                | 151   | 3,52 / 100,00   |
| Total                   | Total                          | 4 289 | 100,00 / 100,00 |
| Eleitorado/Participação | Eleitorado/Participação        | 6 272 | 68,38 / 100,00  |

### Soure
| Partido                 | Partido                        | Votos  | %               |
| ----------------------- | ------------------------------ | ------ | --------------- |
|                         | Partido Socialista             | 4 958  | 40,70 / 100,00  |
|                         | Partido Social Democrata       | 4 039  | 33,15 / 100,00  |
|                         | Centro Democrático Social      | 907    | 7,44 / 100,00   |
|                         | Coligação Democrática Unitária | 720    | 5,91 / 100,00   |
|                         | Partido Renovador Democrático  | 299    | 2,45 / 100,00   |
|                         | Partido da Democracia Cristã   | 230    | 1,89 / 100,00   |
|                         | União Democrática Popular      | 160    | 1,31 / 100,00   |
|                         | Partido Popular Monárquico     | 145    | 1,19 / 100,00   |
|                         | Outros (com menos de 1,00%)    | 211    | 1,74 / 100,00   |
| Votos Inválidos         | Votos Inválidos                | 514    | 4,22 / 100,00   |
| Total                   | Total                          | 12 183 | 100,00 / 100,00 |
| Eleitorado/Participação | Eleitorado/Participação        | 18 459 | 66,00 / 100,00  |

### Tábua
| Partido                 | Partido                        | Votos  | %               |
| ----------------------- | ------------------------------ | ------ | --------------- |
|                         | Partido Social Democrata       | 3 887  | 52,66 / 100,00  |
|                         | Partido Socialista             | 1 406  | 19,05 / 100,00  |
|                         | Centro Democrático Social      | 1 138  | 15,42 / 100,00  |
|                         | Coligação Democrática Unitária | 194    | 2,63 / 100,00   |
|                         | Partido da Democracia Cristã   | 151    | 2,05 / 100,00   |
|                         | União Democrática Popular      | 96     | 1,30 / 100,00   |
|                         | Partido Renovador Democrático  | 86     | 1,17 / 100,00   |
|                         | Outros (com menos de 1,00%)    | 159    | 2,15 / 100,00   |
| Votos Inválidos         | Votos Inválidos                | 264    | 3,58 / 100,00   |
| Total                   | Total                          | 7 381  | 100,00 / 100,00 |
| Eleitorado/Participação | Eleitorado/Participação        | 10 499 | 70,30 / 100,00  |

### Vila Nova de Poiares
| Partido                 | Partido                        | Votos | %               |
| ----------------------- | ------------------------------ | ----- | --------------- |
|                         | Partido Social Democrata       | 1 841 | 50,90 / 100,00  |
|                         | Partido Socialista             | 765   | 21,15 / 100,00  |
|                         | Centro Democrático Social      | 409   | 11,31 / 100,00  |
|                         | Coligação Democrática Unitária | 147   | 4,06 / 100,00   |
|                         | Partido Renovador Democrático  | 69    | 1,91 / 100,00   |
|                         | Partido da Democracia Cristã   | 63    | 1,74 / 100,00   |
|                         | União Democrática Popular      | 46    | 1,27 / 100,00   |
|                         | Outros (com menos de 1,00%)    | 96    | 2,66 / 100,00   |
| Votos Inválidos         | Votos Inválidos                | 181   | 5,00 / 100,00   |
| Total                   | Total                          | 3 617 | 100,00 / 100,00 |
| Eleitorado/Participação | Eleitorado/Participação        | 5 297 | 68,28 / 100,00  |